# Universal Music Polska
Universal Music Polska Sp. z o.o. (UMP) – polska wytwórnia muzyczna będąca oddziałem Universal Music Group, założona w 1998 roku.

## Historia
Wytwórnia powstała w wyniku przejęcia PolyGram, w tym polskiego pododdziału, przez Seagram – wówczas powstał koncern Universal Music Group. UMP przejęła od PolyGram Polska prawa do nagrań, m.in. takich wykonawców jak Edyta Bartosiewicz, Renata Dąbkowska, Kasia Kowalska oraz Sweet Noise. Pierwsze nagrania sygnowane marką Universal Music Polska ukazały się w 1999 roku.
Katalog Universal Music Polska obejmują także nagrania wydane przez niezależną, założoną w 1989 roku oficynę Izabelin Studio. Tęże firmę w 1994 roku kupił PolyGram, tworząc polski pododdział. Od 2018 roku obejmuje również katalog zamkniętej wytwórni MJM Music PL.
W 1998 roku, wraz z powstaniem Universal Music Polska, firma przejęła, wydającą wówczas nagrania z gatunku dance, firmę Magic Records, która została jej pododdziałem. Równolegle właściciele UMP utworzyli Universal Music Publishing Sp. z o.o. – spółkę zarządzająca dorobkiem artystycznym wykonawców Universal Music Polska.

## Nakład wydawnictwa
Nakładem Universal Music Polska ukazały się nagrania m.in. takich wykonawców, jak: Ania Rusowicz, Anna Maria Jopek, Kasia Kowalska, Maryla Rodowicz, Bartosz Wrona, Blenders, Edyta Bartosiewicz, Roksana Węgiel, Hey, Ich Troje, Irena Jarocka, Patrycja Markowska, Perfect, Stare Miasto, Świetliki, Virgin, Papa D, Viki Gabor  oraz KarmaComa. Według danych z 2008 roku Universal Music Polska, wraz z Warner Music Poland, Sony BMG Music Entertainment Poland i EMI Music Poland, posiadała 75-procentowy udział w polskim rynku fonograficznym.
Do 2010 roku 154 z wydanych przez wytwórnię płyt uzyskało w Polsce status złotej, 153 platynowej oraz 9 diamentowej.
Według danych z 2014 roku wytwórnia, wraz z Warner Music Poland i Sony Music Entertainment Poland, posiadała udział w polskim rynku muzycznym na poziomie 73,2%.